# 维莱科特雷
维莱科特雷（法語：Villers-Cotterêts，法語發音：[vilɛʁ.kɔtʁɛ]），法国北部城市，上法兰西大区埃纳省的一个市镇，隶属于苏瓦松区，其市镇面积为41.7平方公里，2022年1月1日时人口数量为10,376人，在法国城市中排名第906位。
维莱科特雷位于埃纳省西南部，东、南、北三侧为雷茨森林，西侧则与瓦兹省接壤。维莱科特雷因同名城堡而闻名，1539年，弗朗索瓦一世曾在此签署《维莱科特雷法令》，由此确立了法语在法兰西王国内的官方地位。现代维莱科特雷则是一座区域性的工商业城市，大众集团法国工厂建于此地，为当地带来了大量的就业岗位。维莱科特雷也是法国作家大仲马的出生地，当地市中心建有大仲马雕像，其故居被开辟为博物馆。

## 地名来源
“维莱科特雷”一名最初于1174年以的形式被记载。“维莱”和“科特雷”两词分别来源于拉丁语和，意为“村落”和“山岭”，可能与当地的地形有关。

## 历史

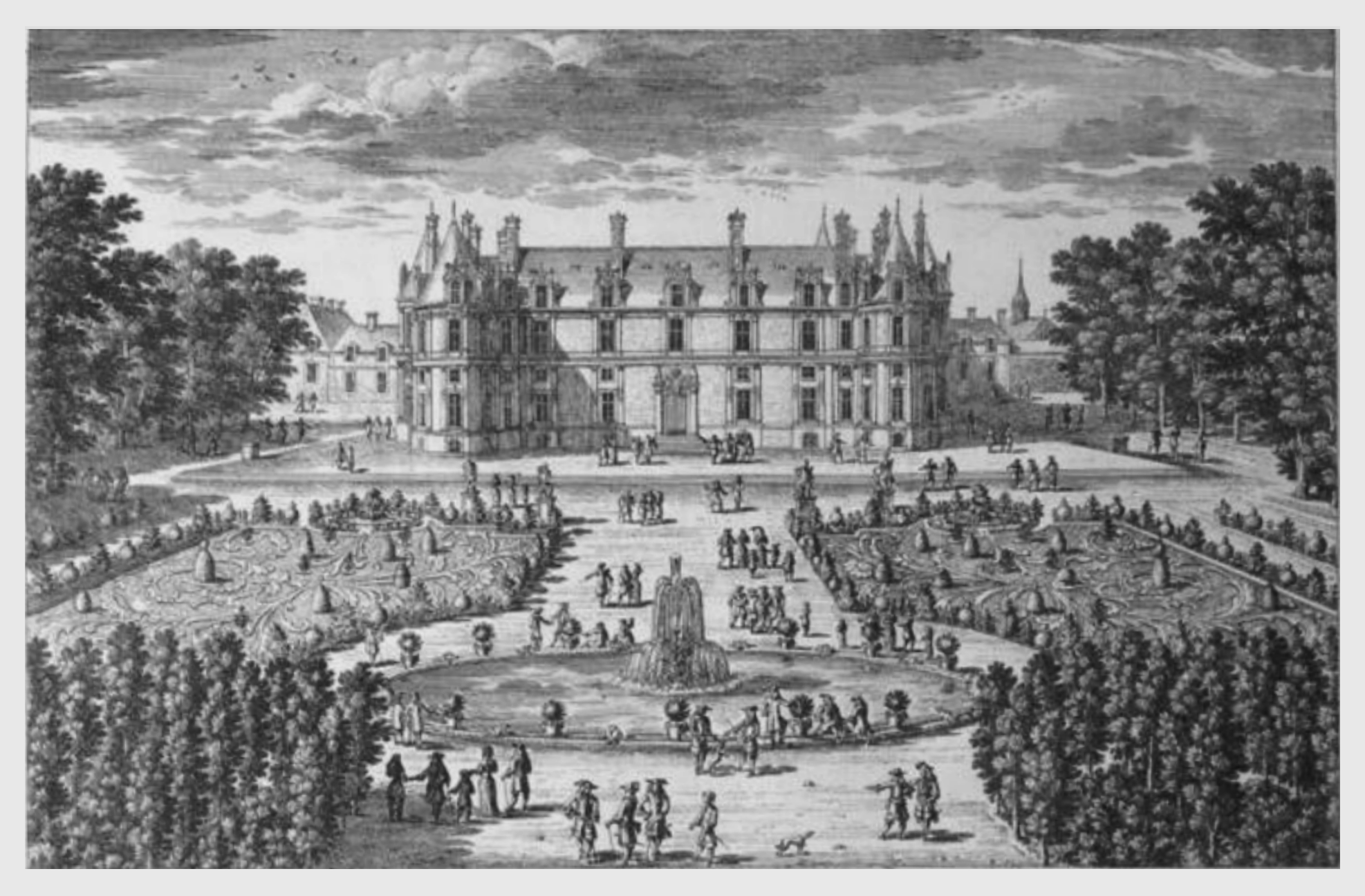
17世纪末的维莱科特雷城堡

维莱科特雷历史悠久，其所处区域在高卢时期为席尔瓦内克特人的活动范围。中世纪初，法兰克人入主此地，维莱科特雷出现了一处村落，但缺乏相关记载。中世纪中期，维莱科特雷成为瓦卢瓦伯爵的一处领地。16世纪初，弗朗索瓦一世将维莱科特雷附近的森林开辟为皇家狩猎场，并在此修建一处城堡。1535年，城堡建成，弗朗索瓦一世邀请法国文学家弗朗索瓦·拉伯雷及诗人克莱蒙·马罗参观城堡。1539年8月25日，弗朗索瓦一世在此签署《维莱科特雷法令》，宣布将法语作为法兰西王国的官方语言。1661年，路易十四将城堡送给菲利普一世。1722年，路易十五在从兰斯加冕返回巴黎的途中曾停留此地。法国大革命后，维莱科特雷成为埃纳省的一个市镇。工业革命期间，巴黎－伊尔松铁路由此通过，使得维莱科特雷成为一处工商业中心。普法战争期间，普鲁士军队曾驻扎于此。第一次世界大战期间，维莱科特雷市区受到一定影响，城堡部分被毁。二战后，维莱科特雷的工业有所发展。1958年，大众集团的法国工厂选址于此，为当地带来了大量的就业岗位，当地的人口也有所增加，市区北部出现了现代集中式居民区。

## 地理

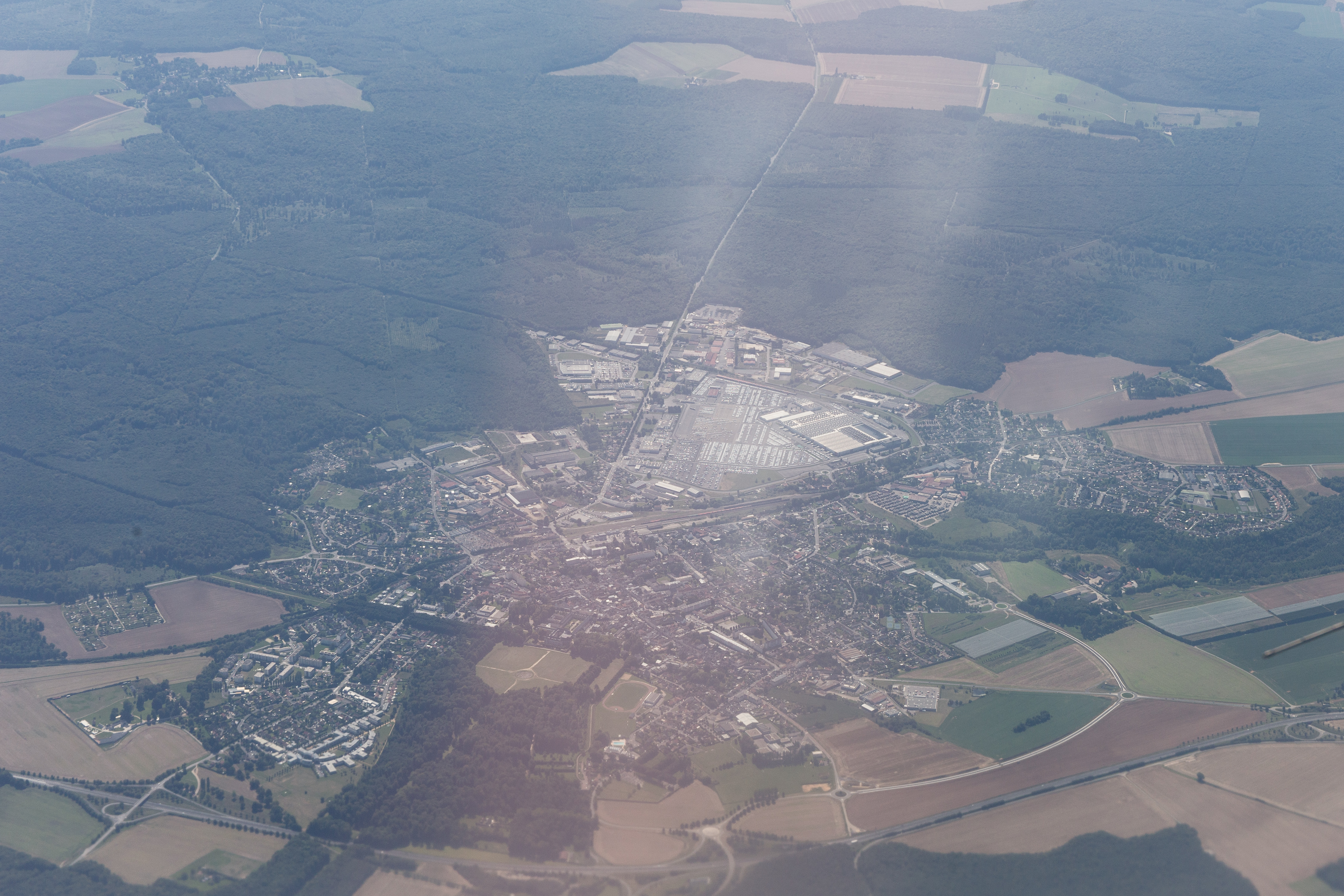
航拍维莱科特雷

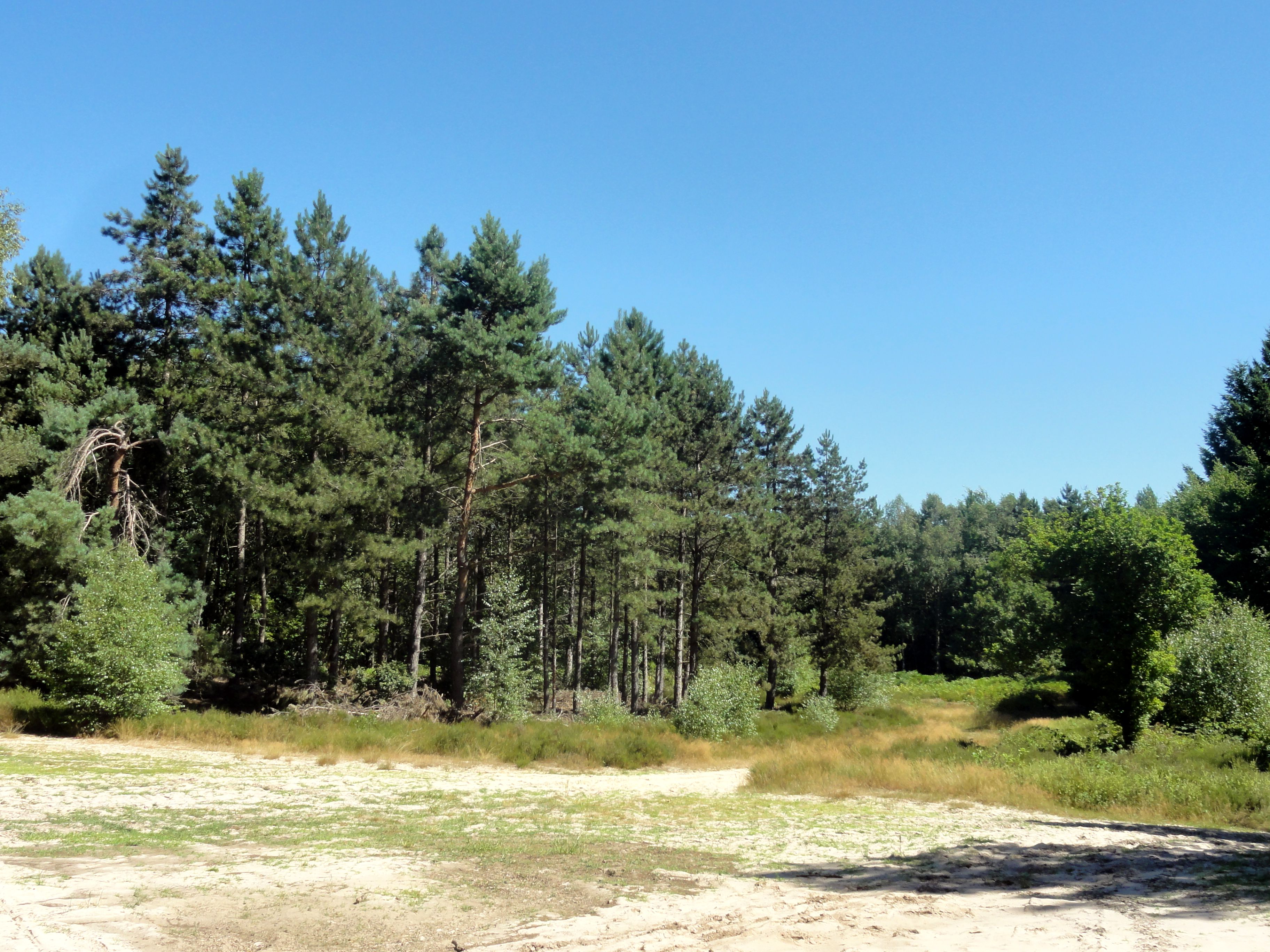
雷茨森林

维莱科特雷位于法国北部，上法兰西大区东南部和埃纳省西南部，距离省会拉昂大约58公里，距离巴黎巴尼奥莱门大约72公里。与维莱科特雷接壤的市镇包括：夸约勒、当普勒、米隆堡、弗勒里、欧通讷河畔拉尔尼、瓦卢瓦地区瓦尼、皮瑟昂雷茨、维维耶尔、瓦卢瓦地区欧特伊、布尔索讷、马罗勒。

### 地形
维莱科特雷位于巴黎盆地东北部，境内以浅丘为主，市中心地势平坦，全境海拔在65到226米之间。

### 水文
欧托讷河发源于境内，属于塞纳河流域。

### 植被
维莱科特雷属于温带落叶林区，城堡公园是当地主要的城市绿地，市区东、南、北三侧为雷茨森林。

### 气候
维莱科特雷在柯本气候分类法中属于温带海洋性气候。
距离维莱科特雷最近的气象站位于瓦卢瓦地区帕西境内，以下为该气象站的数据（其中日照数据取自兰斯）：
| 瓦卢瓦地区帕西1981年－2019年 | 瓦卢瓦地区帕西1981年－2019年 | 瓦卢瓦地区帕西1981年－2019年 | 瓦卢瓦地区帕西1981年－2019年 | 瓦卢瓦地区帕西1981年－2019年 | 瓦卢瓦地区帕西1981年－2019年 | 瓦卢瓦地区帕西1981年－2019年 | 瓦卢瓦地区帕西1981年－2019年 | 瓦卢瓦地区帕西1981年－2019年 | 瓦卢瓦地区帕西1981年－2019年 | 瓦卢瓦地区帕西1981年－2019年 | 瓦卢瓦地区帕西1981年－2019年 | 瓦卢瓦地区帕西1981年－2019年 | 瓦卢瓦地区帕西1981年－2019年 |
| 月份                         | 1月                          | 2月                          | 3月                          | 4月                          | 5月                          | 6月                          | 7月                          | 8月                          | 9月                          | 10月                         | 11月                         | 12月                         | 全年                         |
| ---------------------------- | ---------------------------- | ---------------------------- | ---------------------------- | ---------------------------- | ---------------------------- | ---------------------------- | ---------------------------- | ---------------------------- | ---------------------------- | ---------------------------- | ---------------------------- | ---------------------------- | ---------------------------- |
| 历史最高温 °C（°F）          | 15.2 (59.4)                  | 18.6 (65.5)                  | 22.9 (73.2)                  | 27.5 (81.5)                  | 30.8 (87.4)                  | 34.8 (94.6)                  | 35.9 (96.6)                  | 39.4 (102.9)                 | 32.5 (90.5)                  | 27.7 (81.9)                  | 19.8 (67.6)                  | 16.3 (61.3)                  | 39.4 (102.9)                 |
| 平均高温 °C（°F）            | 6.3 (43.3)                   | 7.6 (45.7)                   | 11.4 (52.5)                  | 14.7 (58.5)                  | 19 (66)                      | 21.6 (70.9)                  | 24.4 (75.9)                  | 24.5 (76.1)                  | 20.2 (68.4)                  | 15.4 (59.7)                  | 9.4 (48.9)                   | 6 (43)                       | 15 (59)                      |
| 日均气温 °C（°F）            | 3.9 (39.0)                   | 4.4 (39.9)                   | 7.3 (45.1)                   | 9.6 (49.3)                   | 13.6 (56.5)                  | 16.1 (61.0)                  | 18.5 (65.3)                  | 18.5 (65.3)                  | 15 (59)                      | 11.4 (52.5)                  | 6.5 (43.7)                   | 3.7 (38.7)                   | 10.7 (51.3)                  |
| 平均低温 °C（°F）            | 1.4 (34.5)                   | 1.3 (34.3)                   | 3.2 (37.8)                   | 4.6 (40.3)                   | 8.3 (46.9)                   | 10.7 (51.3)                  | 12.6 (54.7)                  | 12.5 (54.5)                  | 9.9 (49.8)                   | 7.4 (45.3)                   | 3.7 (38.7)                   | 1.5 (34.7)                   | 6.4 (43.5)                   |
| 历史最低温 °C（°F）          | −14.9 (5.2)                  | −13.6 (7.5)                  | −9.9 (14.2)                  | −5.4 (22.3)                  | −0.9 (30.4)                  | 1.6 (34.9)                   | 4.9 (40.8)                   | 3.9 (39.0)                   | 0.3 (32.5)                   | −5.4 (22.3)                  | −10.3 (13.5)                 | −11.5 (11.3)                 | −14.9 (5.2)                  |
| 平均降水量 mm（）            | 63.1 (2.48)                  | 55.9 (2.20)                  | 57.1 (2.25)                  | 50.7 (2.00)                  | 60.8 (2.39)                  | 56.1 (2.21)                  | 65.9 (2.59)                  | 64 (2.5)                     | 52.7 (2.07)                  | 65 (2.6)                     | 60.5 (2.38)                  | 75.8 (2.98)                  | 727.6 (28.65)                |
| 月均日照時數                 | 59.7                         | 83.6                         | 124.6                        | 173                          | 202.8                        | 212.1                        | 229.5                        | 215.7                        | 160.6                        | 114.9                        | 70.8                         | 47.9                         | 1,695.2                      |
| 来源：infoclimat.fr          |                              |                              |                              |                              |                              |                              |                              |                              |                              |                              |                              |                              |                              |

## 行政区划
维莱科特雷是法国上法兰西大区埃纳省的一个市镇，编号为02810。维莱科特雷隶属于苏瓦松区，隶属于埃纳省第五选区，管理维莱科特雷县，同时也是瓦卢瓦地区雷茨市镇公共社区的办公驻地。
法国国家统计与经济研究所（简称）在进行数据统计时，将维莱科特雷单独设为维莱科特雷城市核心区，并将其划入巴黎城市区。同时，还将维莱科特雷市镇分为了4个“块区”（IRIS），以便于统计人口分布情况。

## 交通

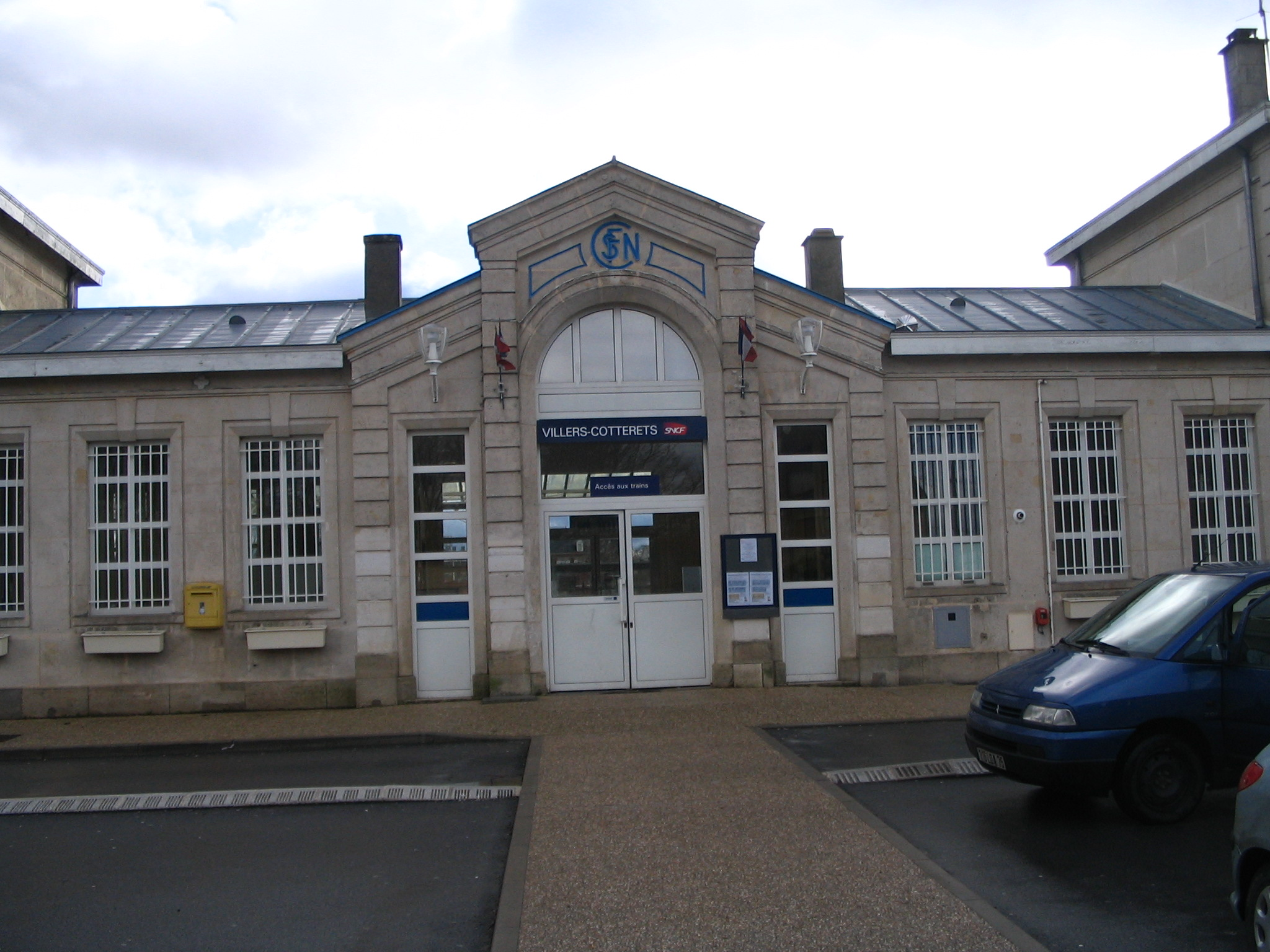
维莱科特雷火车站

### 公路
法国国道N2线和多条埃纳省省道在维莱科特雷境内交汇，上法兰西大区下属的城际客运提供巴士线路，可前往周边部分市镇。
2017年，74.9%的维莱科特雷家庭拥有至少一辆的私人汽车。2018年，维莱科特雷境内共发生各类交通事故3起，造成1人遇难，5人受伤。

### 铁路
维莱科特雷位于巴黎－伊尔松铁路上。维莱科特雷站位于市区中南部，停靠往返于巴黎和拉昂一线的区域列车。

### 航空
距离维莱科特雷最近的民用航空站为巴黎戴高乐机场，距离维莱科特雷市中心的公路里程约52公里。

### 城市公共交通
维莱科特雷城市公共交通（商业名称为）是当地的城市公共交通系统。截至2021年1月，该系统共包括3条公交线路，路网覆盖了维莱科特雷市区内的主要街道和居民区。

## 政治

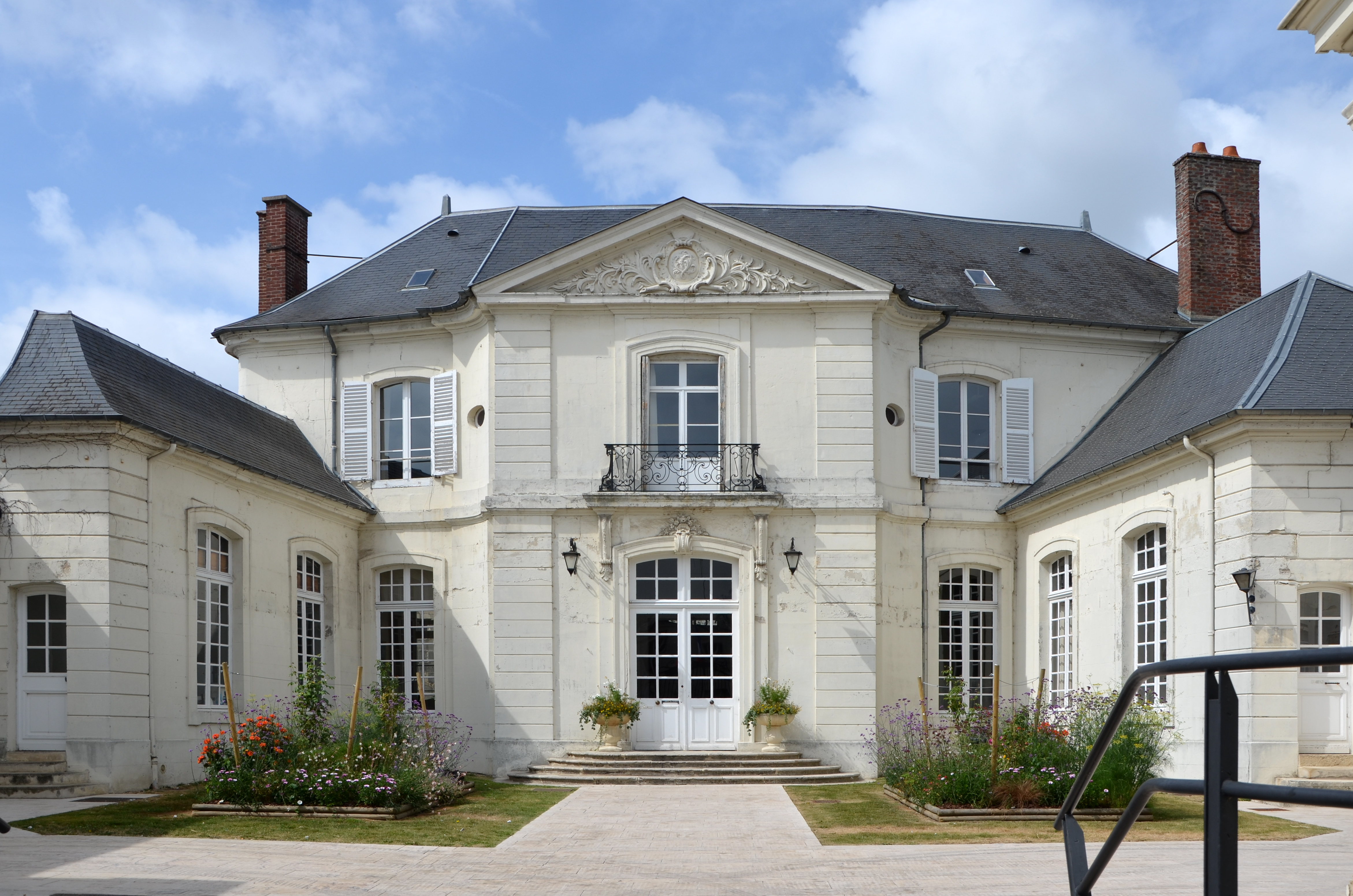
维莱科特雷市政厅

维莱科特雷的现任市长为弗朗克·布里福先生，他是国民联盟的一名成员，在2020年的市政选举中获得了53.47%的支持率。
在2017年的法国总统大选中，法国第25任总统埃马纽埃尔·马克龙在维莱科特雷获得了50.18%的支持率。
| 维莱科特雷历届市长 |                    |                                |
| 任期               | 市长               | 党派                           |
| 1944年－1954年     | 亨利·穆弗利耶      | 不详                           |
| 1954年－1989年     | 夏尔·博尔          | UDF法国民主联盟 →PSD民主社会党 |
| 1989年－2001年     | 乔治·布阿齐兹      | PS社会党                       |
| 2001年－2008年     | 雷诺·贝利耶尔      | UDF法国民主联盟 →MoDem民主运动 |
| 2008年－2014年     | 让-克洛德·普吕斯基 | PS社会党                       |
| 2014年－           | 弗朗克·布里福      | RN国民联盟                     |

## 人口
2017年，维莱科特雷市镇人口数量为10,872，在法国排名第906位。其中男性5,397人，女性5,475人，75岁及以上人口占7.5%，外籍人口数量为2,595人，人口密度为261人/平方公里，当地居民被称为（男性）或（女性）。2018年，维莱科特雷境内出生119人，死亡人口116人。
| 年份   | 1936  | 1946  | 1954  | 1962  | 1968  | 1975  | 1982  | 1990  | 1999  | 2006   | 2011   | 2016   | 2018   |
| ------ | ----- | ----- | ----- | ----- | ----- | ----- | ----- | ----- | ----- | ------ | ------ | ------ | ------ |
| 人口數 | 5,070 | 3,607 | 3,917 | 5,489 | 6,313 | 8,949 | 8,380 | 8,867 | 9,839 | 10,128 | 10,411 | 10,694 | 10,676 |

## 经济
维莱科特雷是一个区域性的中心城市，当地共有各类用人单位993家，平均历史为16年，其中97.54%为中小型企业（PME）。大众集团法国（汽车生产和销售）、（零售）及（现代农业）是当地2019年营业额最高的三个企业，分别为7,504,305,213欧元、65,968,908欧元和25,276,116欧元。

## 财政收入
2019年，维莱科特雷的财政收入总额为11,939,600欧元，财政支出总额为10,332,900欧元，当年的债务总额为1,066,790欧元。
2015年，维莱科特雷的人均月收入总额为2,326欧元，其中高级职员为4,352欧元，中级职员为2,664欧元，普通职员为1,837欧元。
2017年，维莱科特雷境内的青壮年（15至64岁）失业率为19.6%，当地42.1%的家庭拥有纳税资格。

## 社会事务

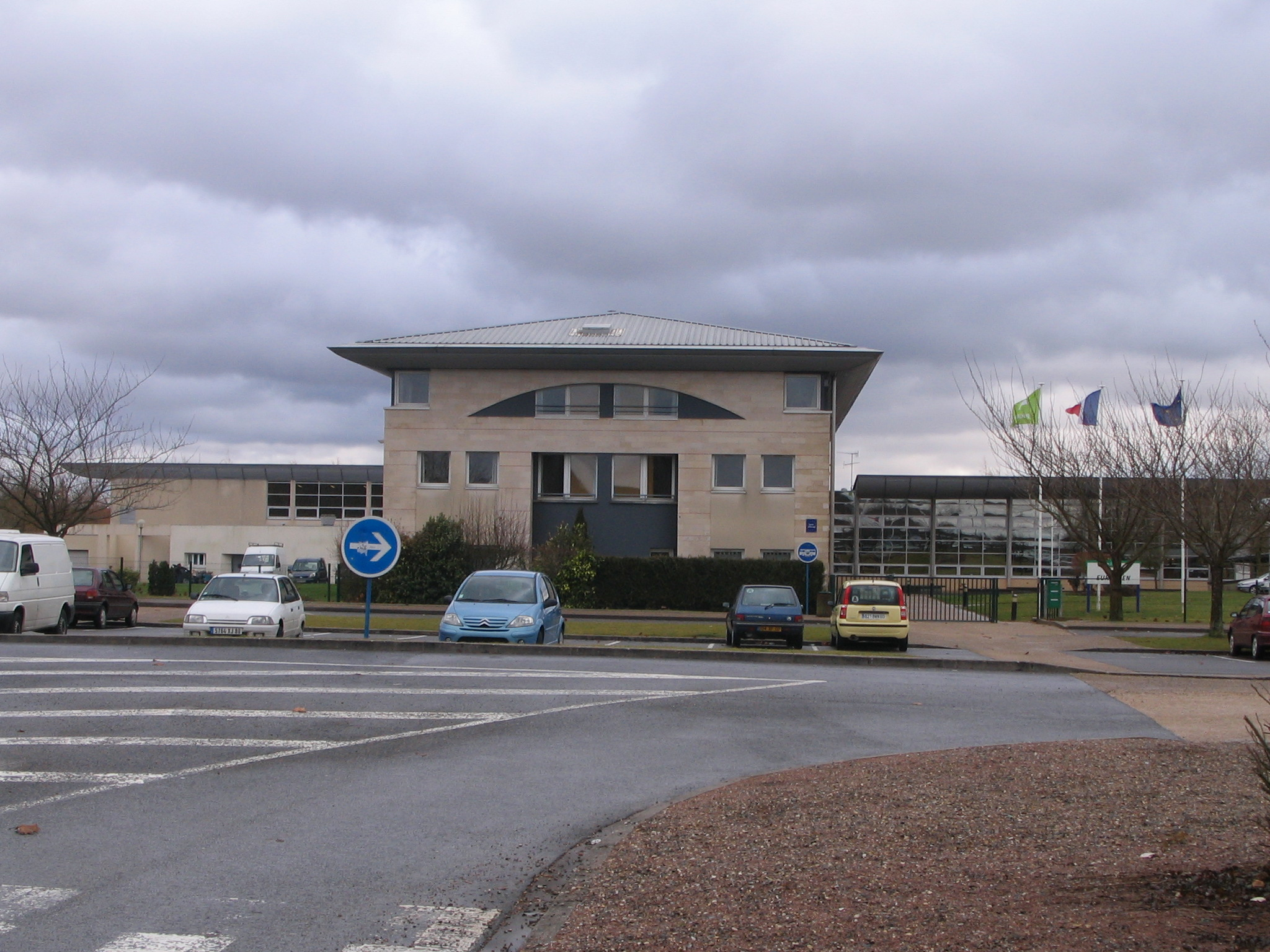
维莱科特雷的一处高级中学

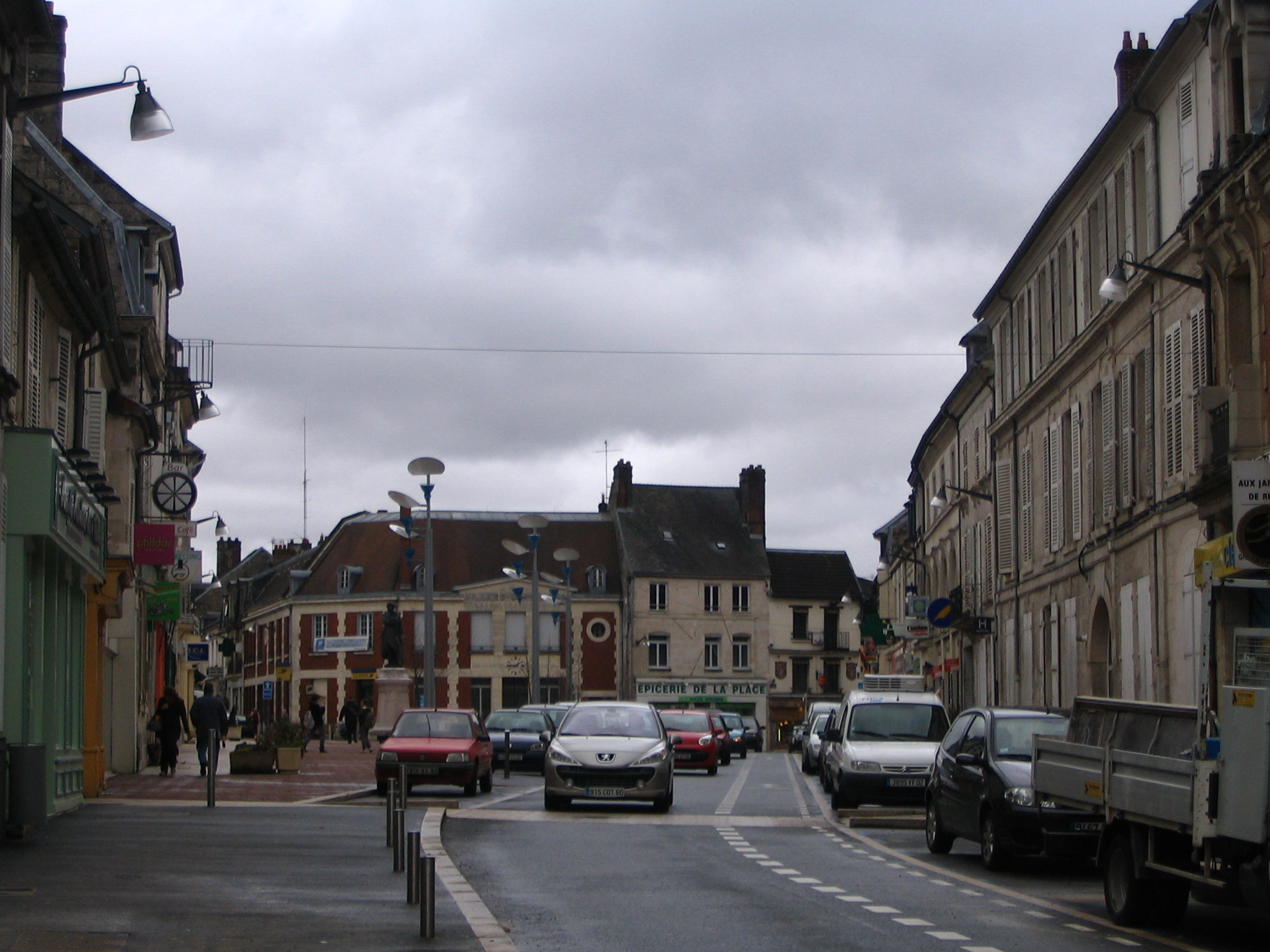
维莱科特雷广场

### 教育
维莱科特雷属于亚眠学区。截止2019年1月1日，维莱科特雷境内共有4所幼儿园、4所小学、2所初级中学和1所普通高中。2018至2019学年度，维莱科特雷境内共有在校中等教育阶段学生1,596名。

### 医疗
截止2019年1月1日，维莱科特雷境内共有全科医生10名、保健师7名、牙医10名、护士8名和助产士2名。境内共有药房4家和养老院2家。
距离维莱科特雷最近的中心医院为“圣拉扎尔医院”（Hôpital Saint Lazare），位于瓦卢瓦地区克雷皮，距离维莱科特雷市区大约16公里，设有床位60个。苏瓦松中心医院（Centre hospitalier de Soissons）距离维莱科特雷市区大约30公里，设有床位680个，是埃纳省西南部规模最大的公立综合性医院。

### 住房
2017年，维莱科特雷境内共有各类住房5,067套，其中46.2%为独立式居民区，53.2%为集中式居民区。常住房屋占维莱科特雷市镇范围内居民建筑总量的90.3%。

### 商业
2019年，维莱科特雷境内共有各类实体商铺202家，其中餐厅31家、大型超市7家、杂货店3家、面包房4家、肉铺3家、书店1家、装饰品店1家、银行门店9家、美容美发店12家、汽车维修店22家。市区南部建有大型开放式商业街区。

### 体育
2019年，维莱科特雷境内共有1家游泳池、4间体育馆、2座综合体育场、6处网球场、1处马术场、3处足球或橄榄球场以及1处篮球或排球场。
截至2021年1月，维莱科特雷境内共有两家注册足球俱乐部：维莱科特雷体育俱乐部（U.S. Villers-Cotterêts）和维莱科特雷足球俱乐部（F.C. Villers-Cotterêts），2020至2021赛季均参加埃纳省足球联赛。

### 环境
维莱科特雷的环境事务由其所属的公共社区负责。2019年，维莱科特雷境内共有1家污染企业。

### 治安
2019年，维莱科特雷市镇范围内有1处宪兵队。
2014年，维莱科特雷及附近地区共发生各类案件2,227起，其中盗窃类案件1,340起，经济类案件223起，毒品交易类案件155起。

## 文化
2019年，维莱科特雷境内共有1家电影院和1家博物馆。维莱科特雷市政府提供多媒体中心，向公众全年开放。

### 建筑
维莱科特雷境内有多处法国国家文物保护单位，其中维莱科特雷城堡、大仲马博物馆、圣尼古拉教堂等为当地的代表性建筑物。

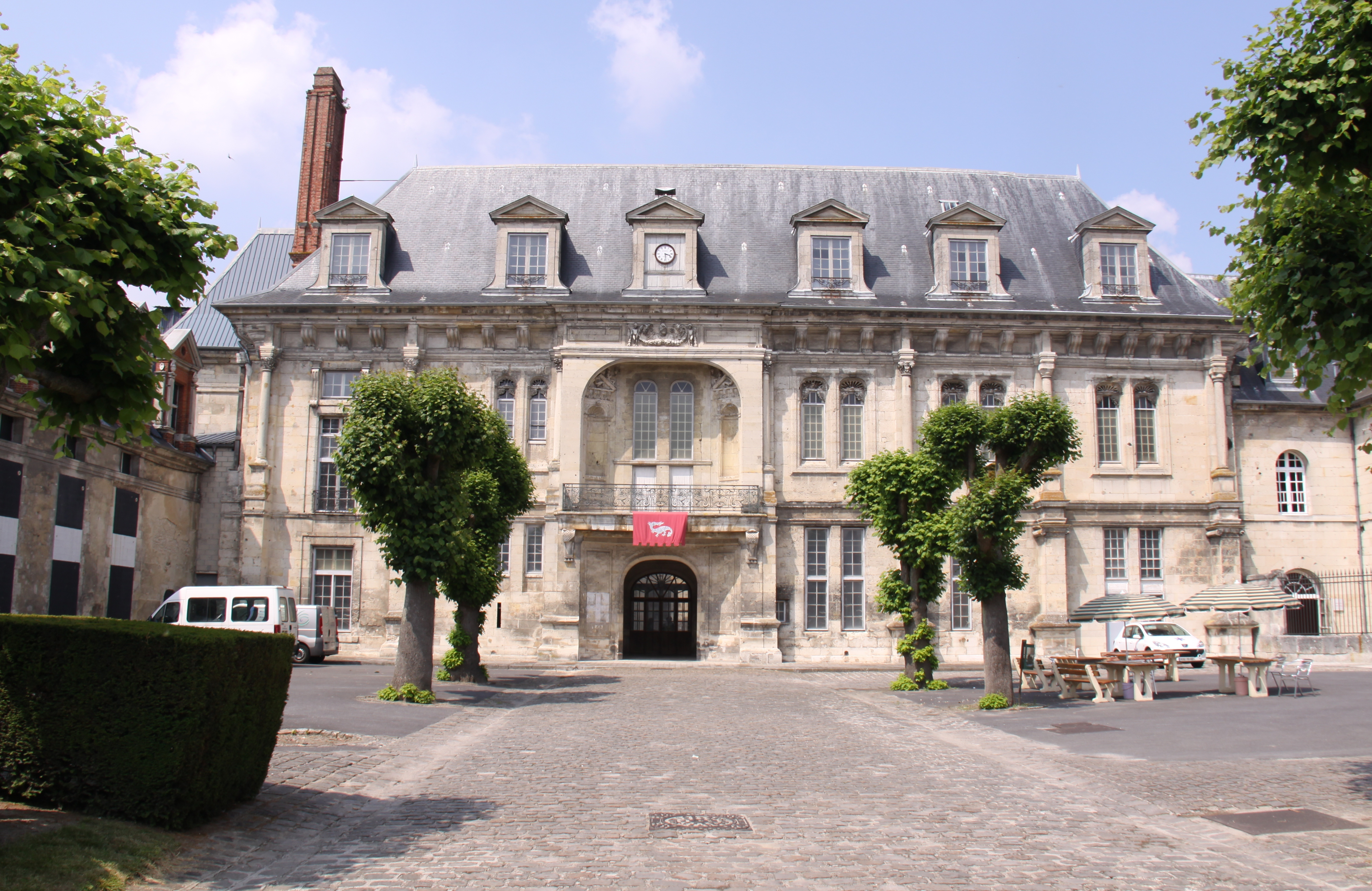
维莱科特雷城堡（法语：Château de Villers-Cotterêts）
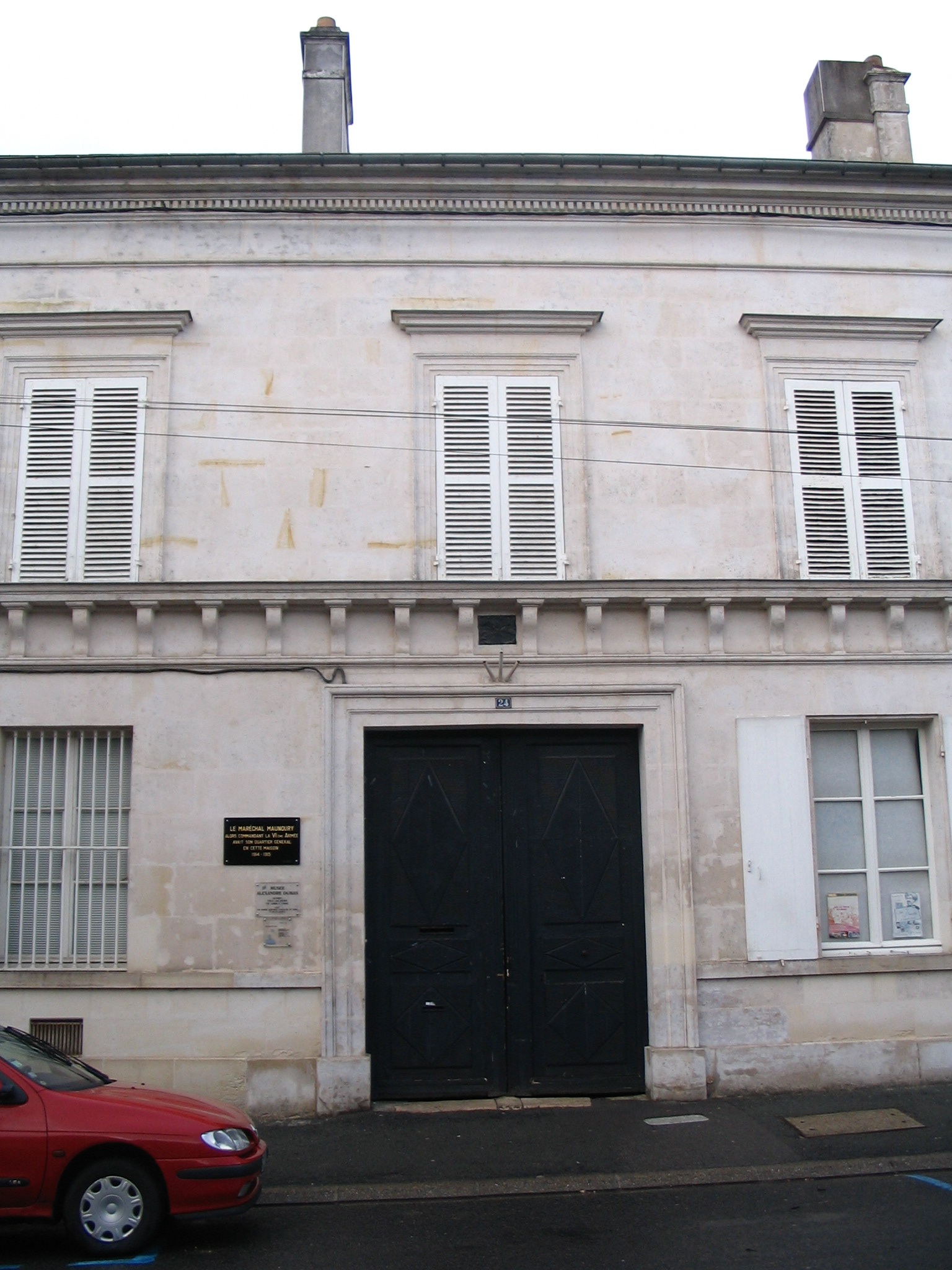
大仲马博物馆（法语：Musée Alexandre-Dumas）
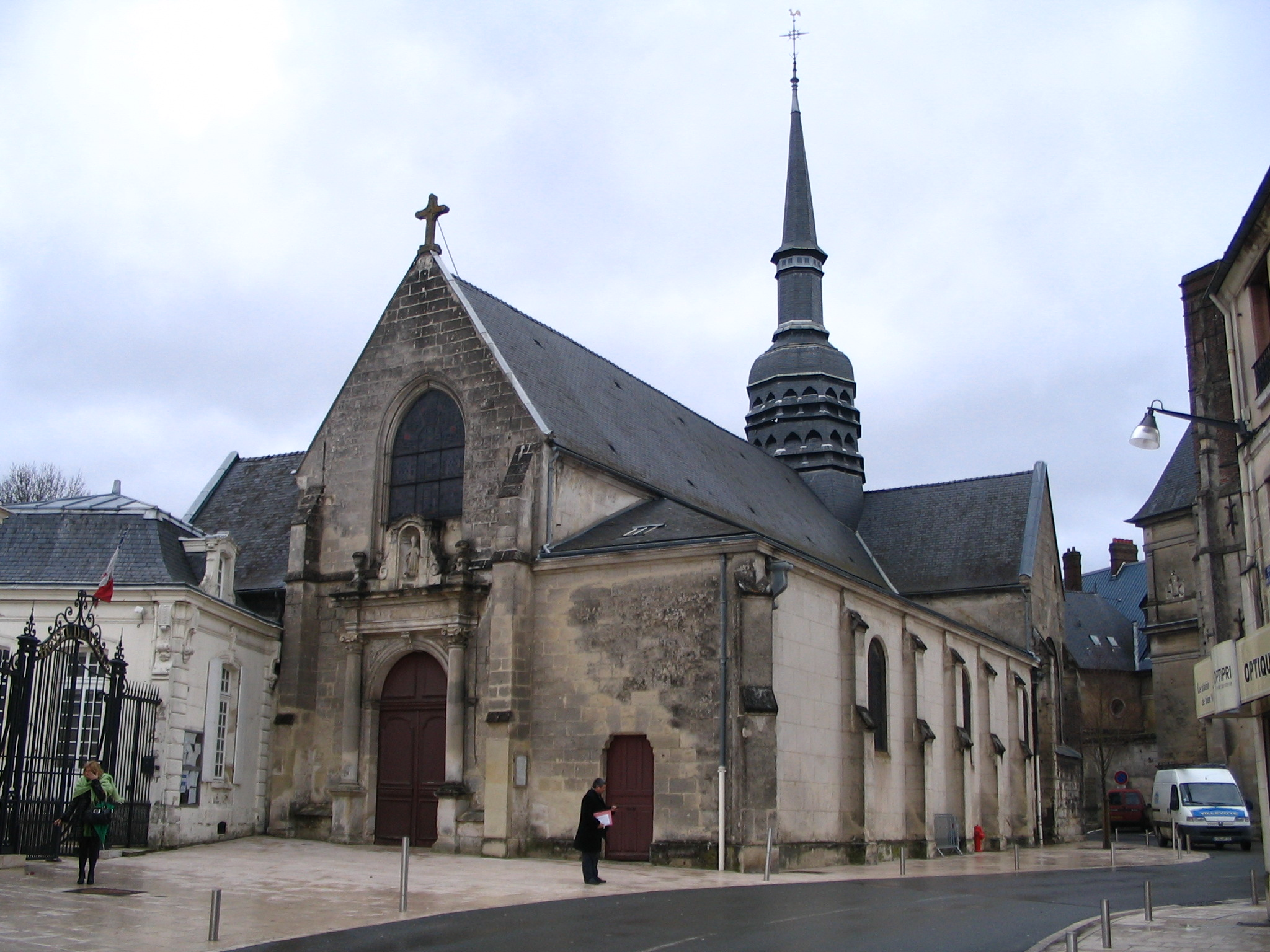
圣尼古拉教堂（法语：Église Saint-Nicolas de Villers-Cotterêts）
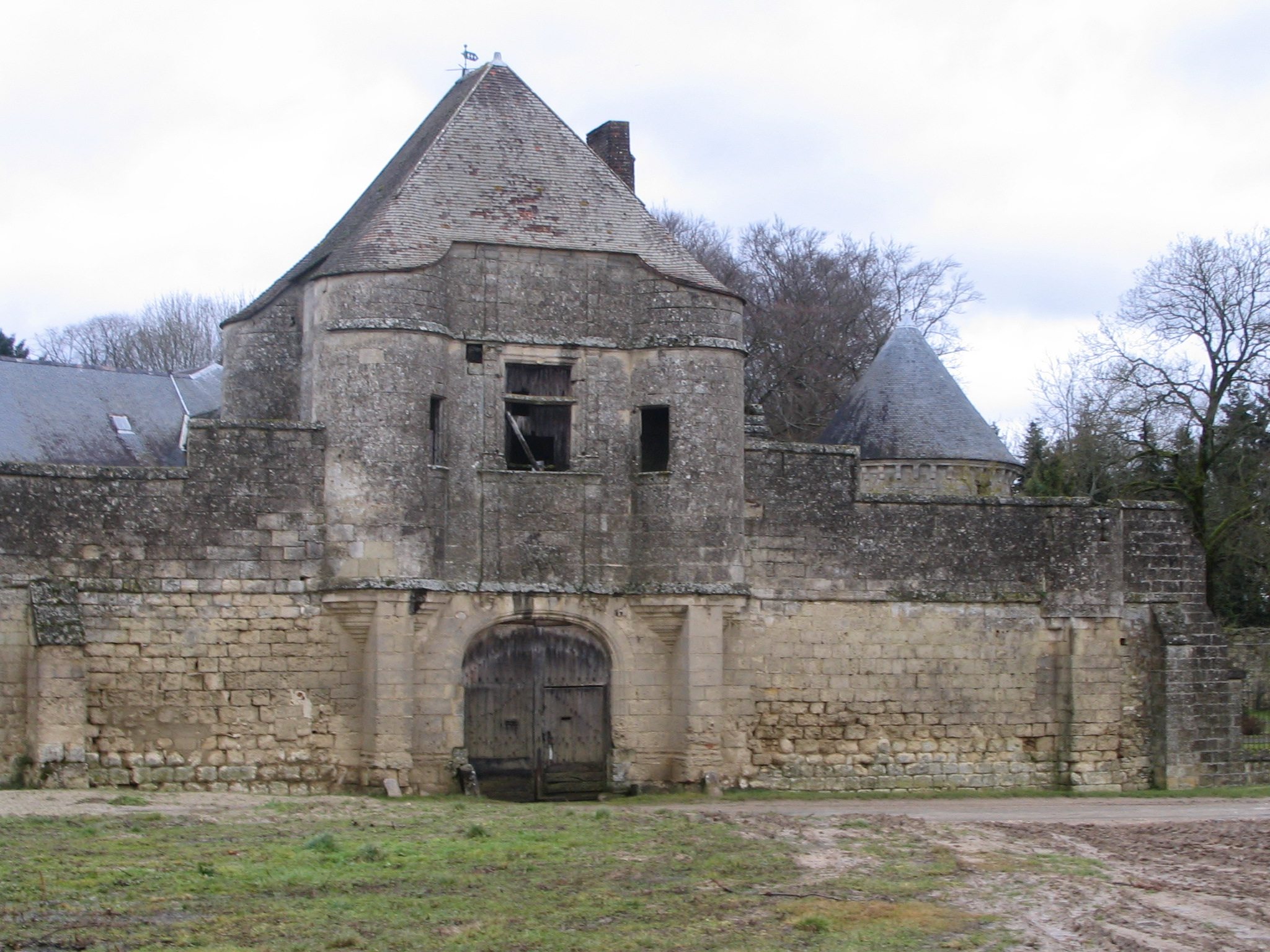
努埃城堡
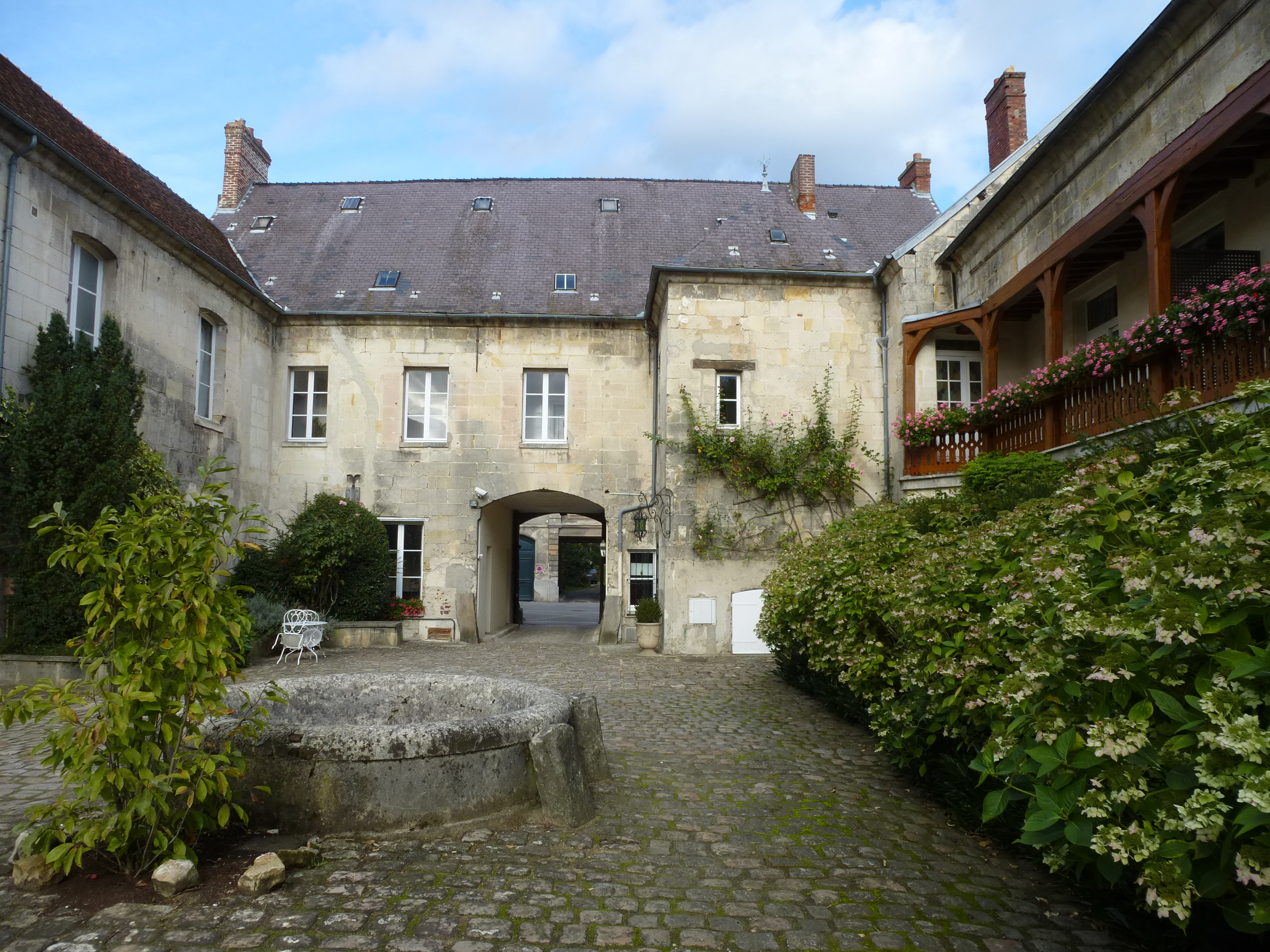
雷让宅院

### 旅游
维莱科特雷的旅游事务由其所属的公共社区负责。2020年，维莱科特雷境内共有2家宾馆共计78间房间。

### 媒体
法国主要的媒体均可在维莱科特雷接收，法国电视三台下属的上法兰西大区频道在部分时段播出维莱科特雷所属区域的地方新闻。

## 相关人物
法国作家大仲马出生于维莱科特雷，市中心建有大仲马雕像，其故居被开辟为博物馆，当地亦有街道和广场以其命名。
除此之外，出生于维莱科特雷的重要人物还包括法国作家夏尔-阿尔贝·德穆斯蒂埃、画家维克多·维尼翁和足球运动员伊夫·埃尔贝。

## 友好城市
截至2021年1月，维莱科特雷暂无建立任何友好城市关系。